# Чаттерджи, Рими
Рими Чаттерджи (англ. Rimi B. Chatterjee) — индийская писательница из Калькутты, Индия. Опубликовала три романа и одну научную историю, получившую в 2006-м году премию SHARP deLong в номинации «История книги», а также ряд переводов и коротких рассказов. Дважды выдвигалась на присвоение премии Vodafone Crossword Book Award — один раз с художественным произведением, а один раз с переводом. Преподает английский язык в Джадавпурском университете.

## Биография
Рими Чаттерджи родилась в индийской семье 1 января 1969 года в Белфасте, Великобритания. В 1979 году её семья вернулась в Индию.

После окончания школы она поступила в Брабурнский женский колледж при Калькуттском университете, который является филиалом Университета Калькутты, там она изучает английскую литературу. В эти годы начинает писать первые произведения.
С 1991 по 1993 год получала степень магистра английского языка в Джадавпурском университете. Позже защитила докторскую диссертацию в Оксфордском университете. Название её диссертации — История торговли в Южной Азии Макмиллана и компаний в 1875 −1900 годах".
Сейчас преподает английский язык в Джадавпурском университете.

## Книги автора

### Романы
- Чёрный свет
- Город любви
- Красный сигнал

### Рассказы
- «Сад Бомбея», повествует о Гарсии де Орта — ученом и еретике, жившем в шестнадцатом веке, был опубликован в журнале «Wasafiri» 24(3): стр. 98-106.
- «Первая раса», повествует о женщине из района красных фонарей в Калькутте девятнадцатого века, был опубликован в книге «Колката: История города: статьи, фрагменты, изображения», под редакцией Шрии Чаттерджи и Дженни Рентон (Edinburgh: Textualities, 2009).
- «Джессика», повествует об англо-индийской женщине парикмахере португальского происхождения, проживающей в Бенгальском районе Калькутты, вышел в «Проблески: Соединяя Индию и Латинскую Америку» 1 (2008): стр. 58-9.
- «Ключ ко всем мирам», был опубликован в «Супергерой: невероятные приключения Рокета Кумара и других индийских супергероев», изданном Scholastic India в 2007-м г.

### Комиксы
- «Убийца» в Comix India том 2: Girl Power
- «Книжный магазин на холме» опубликован в журнале «Drighangchoo», выпуск 3, Колката, 2010. Вторая часть истории опубликована в «Drighangchoo», выпуск 4.

### История
В 2007 г. произведение «Империи разума» получило награду SHARP deLong, академическую премию, которая ежегодно вручается Сообществом истории писательской, читательской и издательской деятельности за выдающуюся работу в области истории книги.